# Thomas Ballast
Thomas Ballast (* Dezember 1962 in Bad Münder) ist ein deutscher Krankenkassenmanager.

## Leben
Thomas Ballast studierte von 1984 bis 1989 Volkswirtschaftslehre mit dem Schwerpunkt Finanzwissenschaft und Steuersysteme an der Universität zu Köln. Nach dem Studium, welches er erfolgreich mit dem akademischen Grad Diplom-Volkswirt abschloss, begann er als Junior Consultant im Bereich zahnärztliche Versorgung zu arbeiten. 1992 wechselte Ballast als Referent für „ärztliche Versorgung“ zum Bundesverband der Innungskrankenkassen (IKK-Bundesverband), mit Sitz in Bergisch Gladbach.
Im Jahr 1995 nahm Ballast eine Stelle als Leiter des Referates „Ärzte“ beim VdAK an und war im Verband für die Unterstützung regionaler Vertragsverhandlungen für die Ersatzkassen hauptverantwortlich. Besonderes Anliegen war ihm die Einführung und Implementierung von Managed-Care-Ansätzen im deutschen Gesundheitswesen. Insbesondere war Ballast für die Umsetzung von Struktur- und Modellverträgen verantwortlich.
Seit dem 1. Januar 2008 war Ballast Vorstandsvorsitzender des Verbandes der Ersatzkassen e. V. (vdek) mit Sitz in Berlin (vormals Verband der Angestellten-Krankenkassen e. V. (VdAK) und Arbeiter-Ersatzkassen-Verband e. V. (AEV) mit Sitz in Siegburg). Zum 1. Juli 2012 wechselte er als stellvertretender Vorstandsvorsitzender zur Techniker Krankenkasse.